# Trip the Light Fantastic
Trip the Light Fantastic ist ein Musikalbum von Hal Galper. Die am 20. Februar 2011 entstandenen Aufnahmen erschienen am 15. November 2011 auf Origin Records.

## Hintergrund
Etwa 80 Prozent der Jazzpianisten lassen sich einer von zwei Richtungen zuordnen: der des introspektiven, harmonisch reichen Bill-Evans-Stils oder der des perkussiveren und geselligeren Bebop-Ansatzes von Bud Powell, meint Dan McClenaghan. Ein kleiner Teil des Genres lasse sich zudem hauptsächlich vom spritzigen Pre-Bop-Stil von Art Tatum/Oscar Peterson und verschiedenen Untergruppen inspirieren. Dann gebe es diejenigen, die auf der Grundlage eines dieser Ansätze etwas ganz Einzigartiges schaffen – den Weg, den Hal Galper im letzten Jahrzehnt eingeschlagen habe. Als Veteran der Gruppen des Trompeters Chet Baker und des Altsaxophonisten Phil Woods kann Galper durchaus eine Bebop-Grundlage für sich beanspruchen. Diese Grundlage nutzt er, um sich damit frei zu bewegen, wie seine früheren Origin-Alben – Furious Rubato (2007) und E pluribus unum (2010) – dokumentieren, auf denen er den Rubato-Stil erkundete, einen Ansatz, der Takt und Tempo elastisch mache und oft Wildheit und Unbekümmertheit hervorrufe, so McClenegan. Wie schon bei den genannten Alben spielte Galper im Trio mit dem Bassisten Jeff Johnson und dem Schlagzeuger John Bishop eine Reihe von eigenen Kompositionen und Standards, darunter den Song „Guess I’ll Hang My Tears Out to Dry“, den 1944 Frank Sinatra vorstellte.

## Titelliste
- Hal Galper: Trip the Light Fantastic (Origin Records 82602)[2]

1. Alice in Wonderland (Bob Hilliard, Sammy Fain) 4:01
2. Babes of Cancun (Ron Miller) 6:57
3. Get Up & Go 5:52
4. Guess I’ll Hang My Tears Out to Dry (Jule Styne) 7:49
5. Suspension 5:56
6. Trip the Light Fantastic 8:06
7. Be My Love (Nicholas Brodszky, Sammy Cahn) 5:35

Wenn nicht anders vermerkt, stammen die Kompositionen von Hal Galper.

## Rezeption
Galper eröffne das Album mit „Alice im Wunderland“, einem Stück, das Evans auf seinem Meisterwerk Sunday at the Village Vanguard (1961) berühmt gemacht habe, schrieb Dan McClenaghan in All About Jazz. Dies hier sei jedoch keine schwebende Evans-Version; Galper und seine Bandkollegen – Schlagzeuger John Bishop und Bassist Jeff Johnson – würden das Stück mit „auf eine wilde, turbulente Reise voller Dringlichkeit“ nehmen, die in Richtung Kontrollverlust dränge, ohne dass es jemals dazu komme. Das Titelstück, eine Eigenkomposition Galpers, würde durch eine schwankende, gebrochene Erhabenheit bestechen, eine exzentrische, freilaufende Schönheit voller Geheimnis und Intrigen. Das Trio beschließt mit „Be My Love“, einer Filmmelodie, die für Sänger Mario Lanza geschrieben wurde. Bishops Schlagzeug brutzle und explodiere unvorhersehbar; Johnsons Bass würde grollen; und die Klavierklänge rasten mit funkelnder, stürmischer Freiheit dahin und beschlössen Galpers bisher bestes Trio-Werk.